# Отвоцк
Отвоцк је град у Мазовском војводству. У Отвоцку живи 44,3 хиљада људи.

За време Другог светског рата у граду је направљен гето које је после уклоњено а Јевреји који су тамо живели одведени су у логоре смрти. За време рата број људи у овом граду је опао са 20 хиљада на 12.
Туристичке атракције овог града су: 
- река Свидер (Świder), која се полако чисти после дугогодишњег загађивања.
- велике четинарске шуме у околини града
- резерват природе „Torfy“.

## Демографија
| 2012.  |
| ------ |
| 44.944 |

## Партнерски градови
- Ленештат
- Saint-Amand-Montrond